# Округ Грир (Оклахома)
Грир (енгл. Greer County) је округ у америчкој савезној држави Оклахома.

## Демографија
По попису из 2010. године број становника је 6.239, што је 178 (2,9%) становника више него 2000. године.
| Група             | 2000.         | 2010.         |
| Белци             | 4.769 (78,7%) | 4.894 (78,4%) |
| Афроамериканци    | 532 (8,8%)    | 441 (7,1%)    |
| Азијати           | 16 (0,3%)     | 11 (0,2%)     |
| Хиспаноамериканци | 451 (7,4%)    | 609 (9,8%)    |
| Укупно            | 6.061         | 6.239         |